# Sentier national israélien
Le Sentier national israélien (en hébreu : שביל ישראל, Shvil Yisra’el, litt. « Sentier d'Israël ») est un chemin de randonnée pédestre qui traverse entièrement Israël du nord au sud. Il commence à Dan près de la frontière libanaise, à l'extrémité nord du pays, pour rejoindre Eilat la ville la plus au sud d'Israël au bord de la mer Rouge sur une distance totale variant entre 930 et 1 000 km.
En 2012, le Sentier national israélien est repris dans la liste des vingt meilleures randonnées du National Geographic. Elle y est décrite comme étant « une plongée à grande échelle dans les paysages bibliques mais aussi dans la vie quotidienne de l'Israël moderne ».

## Histoire
L'idée de la création d'un Sentier national israélien est venue à Avraham Tamir (1907-1988), journaliste et randonneur, inspiré par le Sentier des Appalaches qu'il a parcouru dans les années 1970. Aidé par Ori Dvir, enseignant, randonneur, et l'un des fondateurs de la Société pour la protection de la nature en Israël (SPNI), il lance le projet en 1985. Cette année-là, les premiers balisages sont effectués par des membres de la SNPI et d'autres volontaires dans tout le pays. Le Sentier est officiellement inauguré en 1995 par le président Ezer Weizman.
En 2003, le tracé a subi une modification au centre du parcours, dans la région de Sharon, pour l'éloigner de la ligne verte et le rapprocher du bord de mer.
À l’occasion du vingtième anniversaire du Sentier national israélien, la Société pour la protection de la nature en Israël (SPNI) et Google se sont associés pour proposer une randonnée virtuelle en 3D sur le parcours. Les prises de vue ont commencé en mai 2015. Les internautes du monde entier pourront explorer les plus beaux sites naturels et historiques du pays sur Google Street View.

## Itinéraire
Il faut compter quarante-cinq à soixante jours pour réaliser la totalité de cette randonnée. L'itinéraire ne pénètre à aucun moment ni dans les montagnes du Golan ni en Cisjordanie[réf. nécessaire].
Le Sentier national israélien est divisé en onze sections :
1. Naftali Ridge et Cliffs Ramim (Haute-Galilée)
2. Kadès Naftali à la forteresse de Yesha (Haute-Galilée)
3. Meron aux ruines d'Ein, Zeved et Shema (Haute-Galilée)
4. Mont Thabor (Basse Galilée)
5. Tsippori (Basse-Galilée)
6. Ma'apilim à Nakhash (Mont Carmel)
7. Plage de Shayarot (Montagnes de Judée)
8. Ruines Yatir à la carrière de Dragot
9. Mitzpe Ramon et Cratère Ramon (Néguev)
10. Kisuy et Vallée d'Ovda (Néguev)
11. Shkhoret aux Montagnes d'Eilat

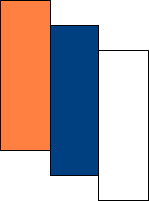
Balise.
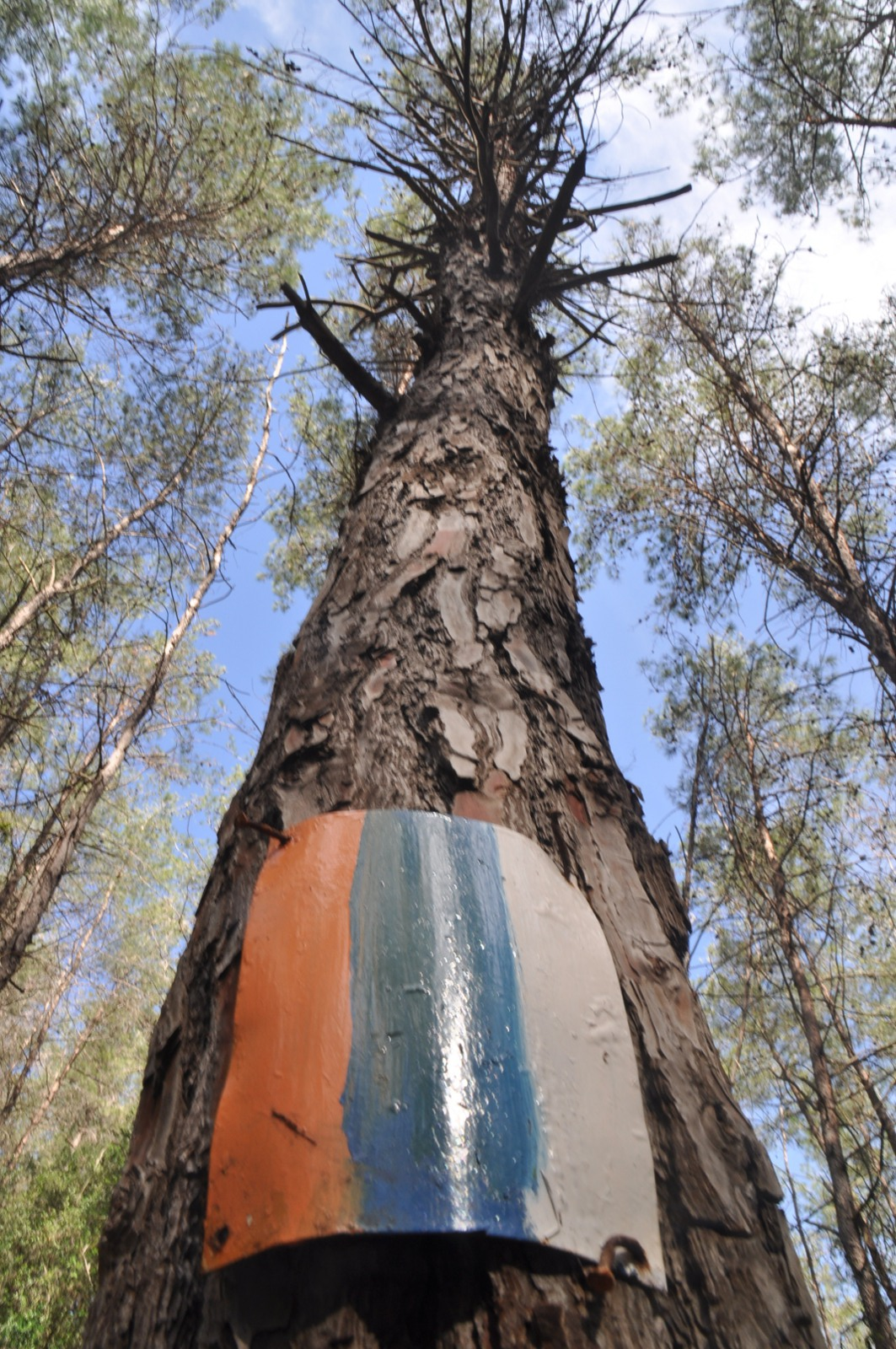
Balisage de l'Israël National Trail.
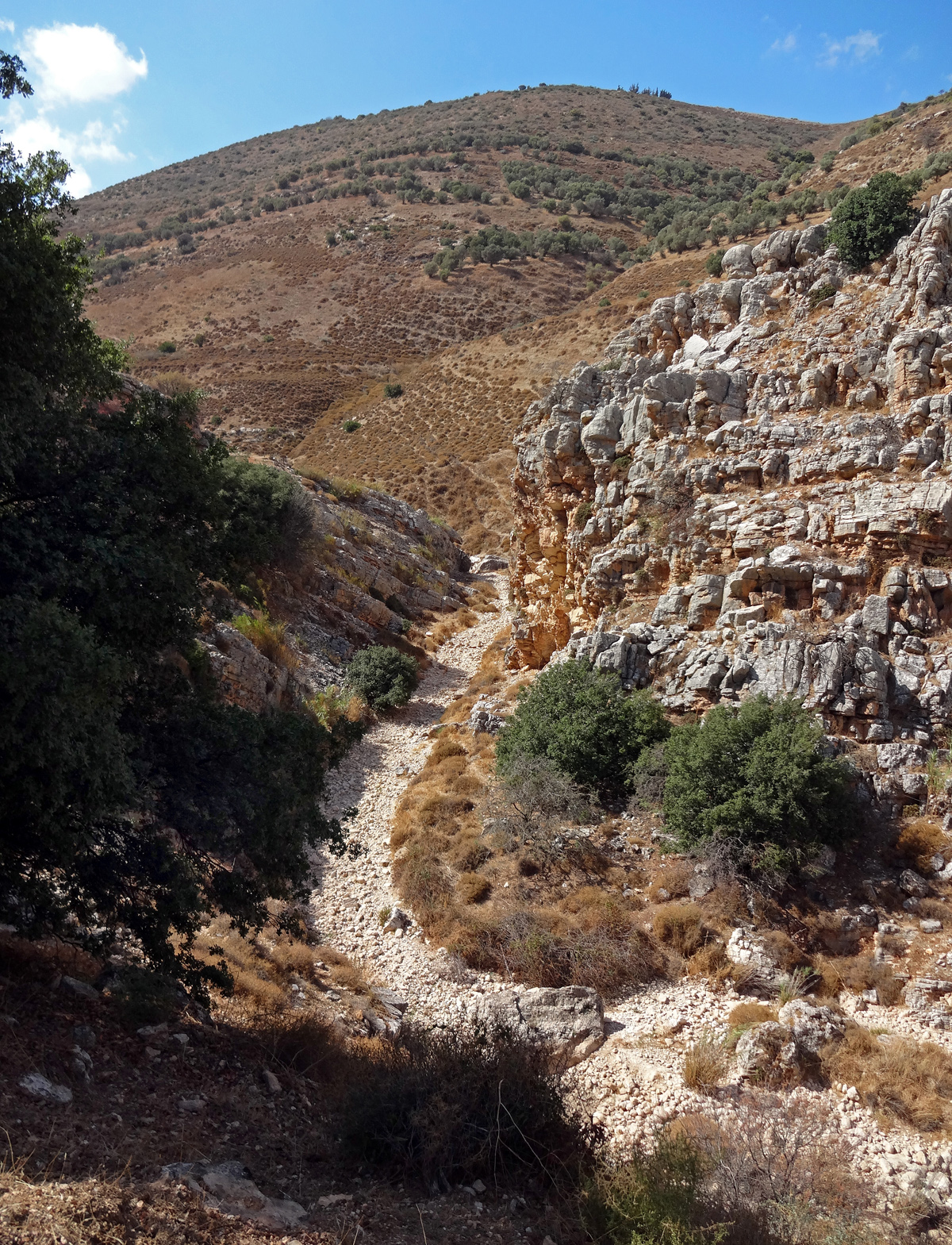
Nahal Dishon / Wadi Dishon.
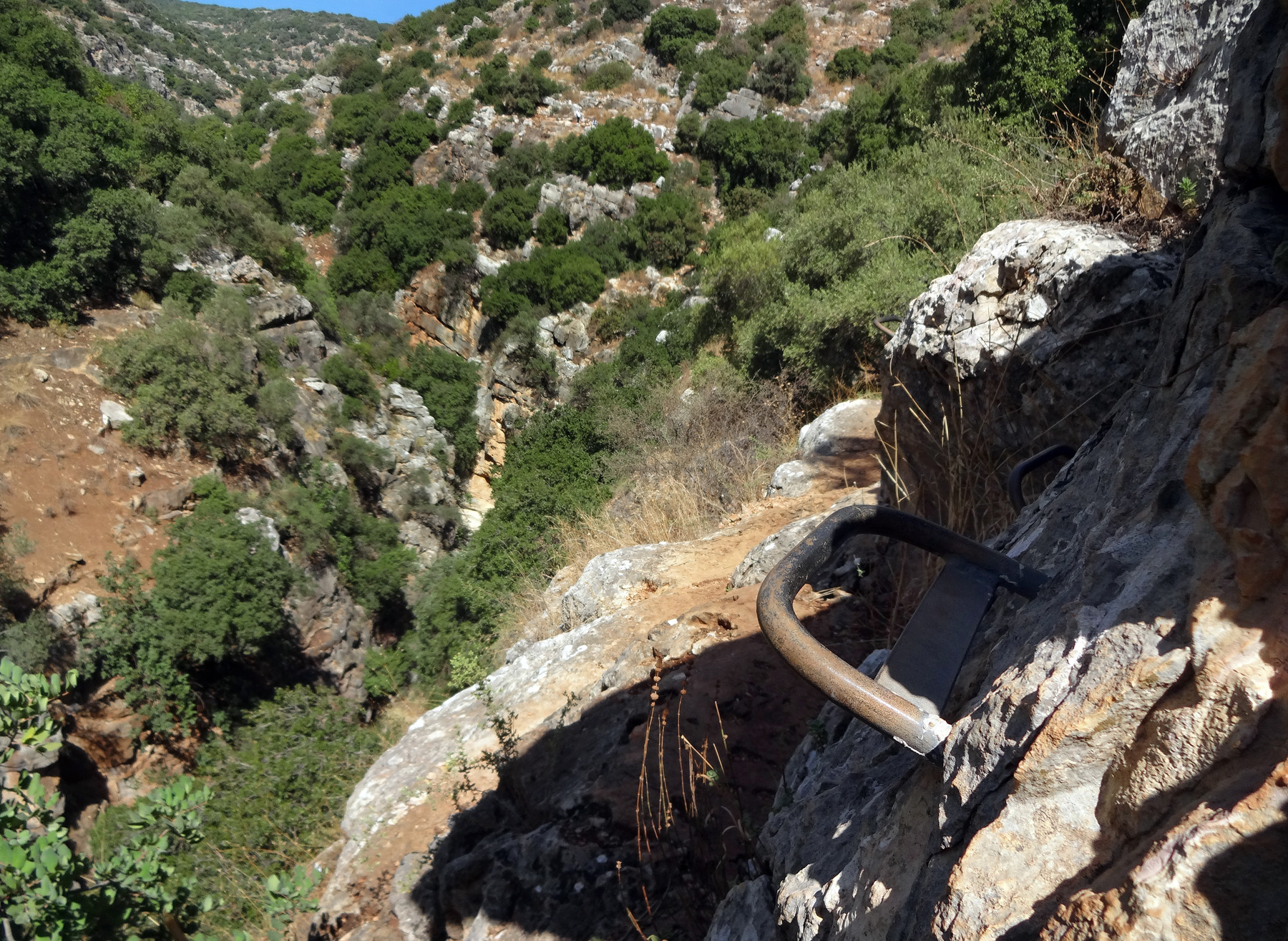
Équipement aidant les randonneurs à franchir une roche dans les gorges de Nahal Amud.
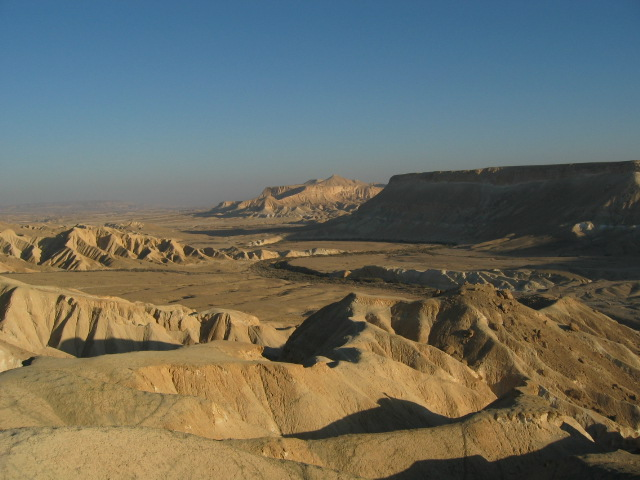
Montagnes de sable du Néguev.

## Opinions
En 2012, le magazine National Geographic inclut le sentier dans sa liste des meilleurs itinéraires de randonnées. Il est qualifié en ces termes : « connecting to something that often gets lost in all the headlines: the sublime beauty of the wilderness of the Middle East ». Toujours selon ce magazine, « the joy of the trail is meeting the Israelis hiking it, and spending some time in small kibbutzim where local people take hikers into their homes ».